# Matemàtiques de l'antiga Grècia

Una il·lustració de la prova d'Euclides del Teorema de Pitàgores.

Matemàtiques de l'antiga Grècia, tal com és utilitzat el terme en aquest article, fa referència a les matemàtiques escrites en grec antic, desenvolupades des del segle VII aC al segle iv al voltant de les ribes de la Mediterrània Oriental. Els matemàtics grecs van viure en les ciutats esteses sobre la Mediterrània Oriental sencera, d'Itàlia al nord d'Àfrica, però estaven units per la cultura i la llengua. Les matemàtiques gregues del període posterior a Alexandre el Gran de vegades s'anomenen matemàtiques hel·lenístiques. El mot "matemàtiques" en si mateix es deriva del grec antic μάθημα (mathema), que significa "tema d'instrucció".

## Orígens de les matemàtiques gregues
Els orígens de les matemàtiques gregues no són fàcils de documentar. Les civilitzacions avançades més antigues a Grècia i dins d'Europa foren la minoica i posteriorment la micènica, i totes dues floriren durant el mil·lenni II aC. Si bé aquestes civilitzacions van posseir escriptura i eren capaces de dur a terme enginyeria avançada, incloent quatre palaus històrics amb drenatge i tolos, no ens van deixar cap document matemàtic.
Si bé no hi ha cap evidència directa, es creu generalment que les veïnes civilitzacions babilònica i egípcia van tenir una certa influència en la primera tradició grega. Se sap molt poc sobre les matemàtiques gregues entre el 800 aC i 600 aC i gairebé tot el que se sap d'aquest període va passar pel tamís d'autors més tardans, a principis de la meitat del segle iv aC.

## Període clàssic
Els historiadors situen tradicionalment l'inici de les matemàtiques gregues pròpiament dites en l'època de Tales de Milet (ca. 624-548 aC). Poc se sap sobre la vida i obra de Tales, tan poc com que la seva data de naixement i la mort s'estimen a partir de l'eclipsi del 585 aC, el que probablement es va produir mentre es trobava en el seu millor moment. Amb tot i això, hi ha un acord general en el fet que Tales és el primer dels set savis de Grècia. Els dos teoremes matemàtics més primerencs, que s'inclouen sota el títol de teorema de Tales, s'atribueixen a Tales. El primer, que estableix que un angle inscrit en un semicercle és un angle recte, poden haver estat après per Tales, mentre era a Babilònia però la tradició atribueix a Tales una demostració del teorema. És per aquesta raó que Tales és sovint aclamat com el pare de l'organització deductiva de les matemàtiques i com el primer i verdader matemàtic. També es pensa que Tales és l'home més antic conegut en la història a qui li han estat atribuïts descobriments matemàtics específics. Tot i que no sap si fou o no Tales qui va introduir a les matemàtiques l'estructura lògica que és tan habitual avui en dia, se sap que dos-cents anys després de Tales els grecs havien introduït l'estructura lògica i la idea de la prova en matemàtiques.

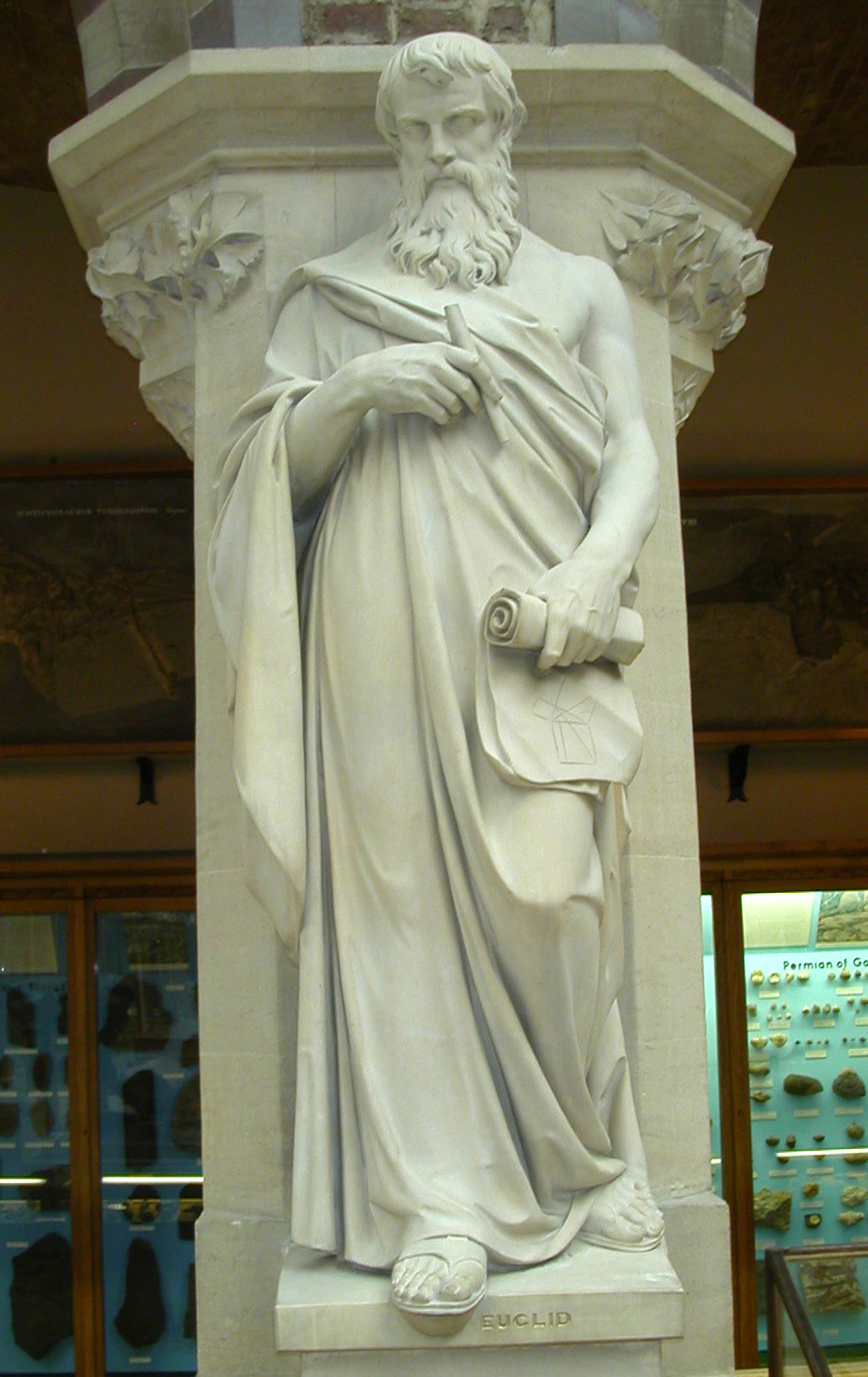
Estàtua d'Euclides al Museu d'Història Natural de la Universitat d'Oxford

Una altra figura important en el desenvolupament de la matemàtica grega és Pitàgores de Samos (ca. 580-500 aC). Com Tales, Pitàgores també va viatjar a Egipte i Babilònia, llavors sota el govern de Nabucodonosor II, però es va establir a Crotone, Magna Grècia. Pitàgores va establir un orde anomenat els pitagòrics, que tenia el coneixement i la propietat en comú i, per tant, tots els descobriments de pitagòrics individuals s'atribueixen a l'orde. I ja que en l'antiguitat s'acostumava a donar tot el crèdit al mestre, al propi Pitàgores se li dona el crèdit pels descobriments realitzats pel seu ordre. Aristòtil es va negar a atribuir res específicament a Pitàgores com a individu i només va examinar l'obra dels pitagòrics com a grup. Una de les característiques més importants de l'ordre pitagòric era que mantenia que la recerca dels estudis filosòfics i matemàtics era una base moral per a la conducta de la vida. De fet, les paraules "filosofia" (amor a la saviesa) i "matemàtiques" (el que s'ha après) es diu que han estat encunyades per Pitàgores. A partir d'aquest amor pel coneixement van arribar molts èxits. S'ha dit com a costum que els pitagòrics van descobrir la majoria del material en els dos primers llibres dels Elements d'Euclides.
Distingir el treball de Tales i Pitàgores del dels posteriors i anteriors matemàtics és difícil, ja que cap de les seves obres originals sobreviu, excepte, possiblement, els supervivents "Fragments de Tales", la fiabilitat dels quals és dubtosa. No obstant això, molts historiadors, com ara Hans-Joachim Waschkies i Carl Boyer, han argumentat que gran part del coneixement matemàtic atribuït a Tales va ser, de fet, desenvolupat més tard, en particular els aspectes que es basen en el concepte dels angles, mentre que l'ús de declaracions generals pot haver aparegut anteriorment, com ara els que es troben en els textos legals grecs inscrits en lloses. No queda clar què van fer realment Tales o Pitàgores, ja que no ha sobreviscut gairebé cap documentació contemporània. L'única evidència prové de tradicions gravades en obres com el comentari de Procle sobre Euclides escrits segles després. Algunes d'aquestes obres posteriors, com els comentaris d'Aristòtil sobre els pitagòrics, només són conegut en ells mateixos per un pocs fragments romanents.
Se suposa que Tales va utilitzar la geometria per resoldre problemes com ara el càlcul de l'alçada de les piràmides sobre la base de la longitud de les ombres, i la distància dels vaixells de la riba. També se li atribueix per tradició d'haver fet la primera prova de dos teoremes geomètrics - agrupats sota el nom comú de "Teorema de Tales", descrits anteriorment. A Pitàgores se li atribueix el reconeixement de la base matemàtica de la l'harmonia musical i, d'acord amb el comentari de Procle sobre Euclides, va descobrir la teoria de les proporcions i construí sòlids regulars. Alguns historiadors moderns han qüestionat si realment va construir els cinc sòlids regulars, i suggereixen en canvi que és més raonable suposar que va construir només tres d'ells. Algunes fonts antigues atribueixen el descobriment del teorema de Pitàgores a Pitàgores, mentre que altres afirmen que era una prova per al teorema que ell va descobrir. Els historiadors moderns creuen que el principi en si era conegut pels babilonis i probablement importat des d'ells. Els pitagòrics consideraven la numerologia i la geometria com a fonamentals per a la comprensió de la naturalesa de l'univers i, per tant, el centre de les seves idees filosòfiques i religioses. Se'ls atribueixen nombrosos avanços matemàtics, com el descobriment dels nombres irracionals. Els historiadors els atribueixen un paper important en el desenvolupament de les matemàtiques gregues (especialment la teoria dels nombres i la geometria) en un sistema lògic i coherent basat en definicions clares i teoremes provats que va ser considerat com un tema digne d'estudi per dret propi, sense tenir en compte les aplicacions pràctiques que havien estat la principal preocupació dels egipcis i babilonis.

## Període hel·lenístic
El període hel·lenístic es va iniciar al segle iv aC amb la conquesta per part d'Alexandre el Gran del l'est del Mediterrani, Egipte, Mesopotàmia, l'altiplà iranià, Àsia central, i parts de l'Índia, un fet que va donar lloc a la propagació de la llengua grega i la cultura a través d'aquestes àrees. El grec es va convertir en la llengua de l'erudició a tot el món hel·lenístic, i les matemàtiques gregues es va fusionar amb les egípcies i les matemàtiques babilòniques per donar lloc a una matemàtica hel·lenística.
El centre més important de l'aprenentatge durant aquest període fou Alexandria a Egipte, que va atraure estudiosos de tot el món hel·lenístic, majoritàriament grecs i egipcis, però també jueus, perses, fenicis i fins i tot estudiosos indis.
La majoria dels textos matemàtics escrits en grec s'han trobat a Grècia, Egipte, Àsia Menor, Mesopotàmia i Sicília.

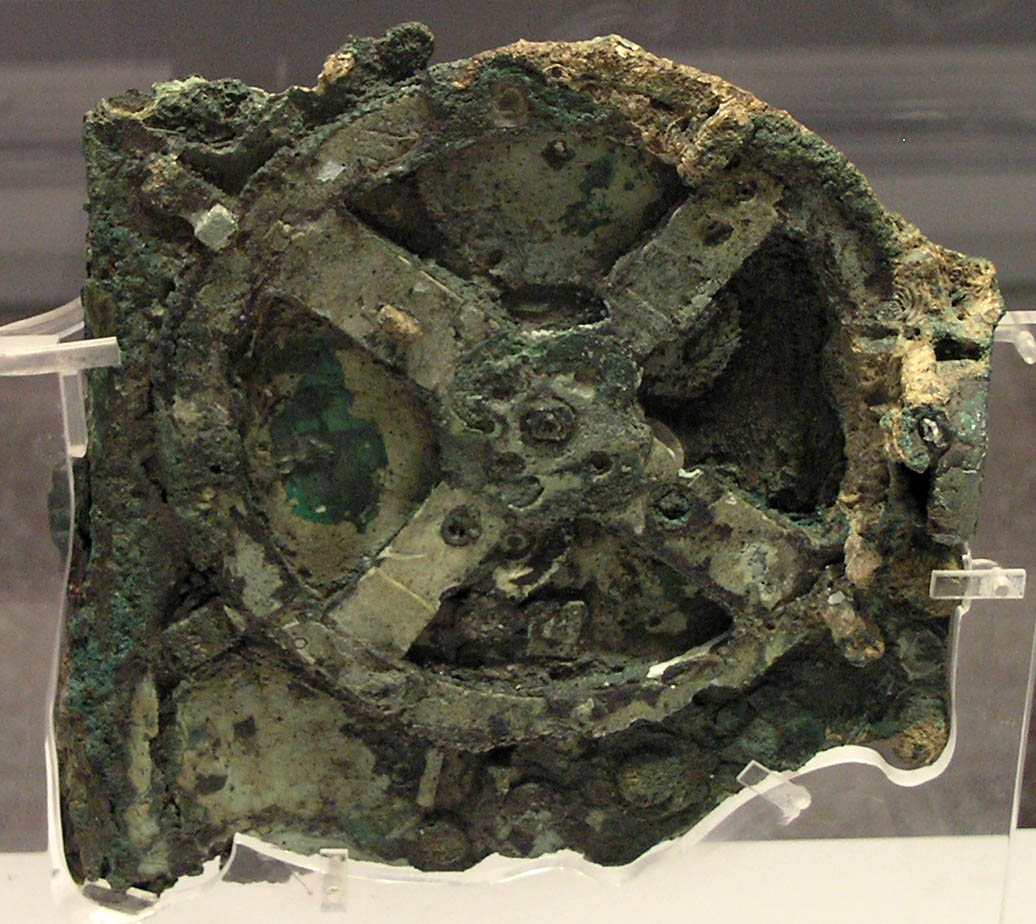
El Mecanisme d'Anticitera, una antiga calculadora mecànica.

Arquimedes va ser capaç d'utilitzar infinitesimals d'una manera que és similar al modern càlcul integral. Usant una tècnica depenent d'una forma de reducció a l'absurd que podia donar respostes als problemes amb un grau arbitrari de precisió, especificant els límits en els quals es dona la resposta. Aquesta tècnica es coneix com el mètode d'exhaustió, i la feia servir per aproximar el valor de π (Pi). A La quadratura de la paràbola, Arquimedes va demostrar que l'àrea tancada per un paràbola i una línia recta és 4/3 vegades l'àrea d'un triangle amb la mateixa base i altura. Va expressar la solució al problema com una infinita sèrie geomètrica, la suma de la qual era 4/3. A El comptador de sorra, Arquimedes es va posar a calcular el nombre de grans de sorra que l'univers podria contenir. En fer-ho, va desafiar la noció que el nombre de grans de sorra era massa gran com per ser comptats, amb l'elaboració del seu propi esquema de comptatge basat en la miríada, el que denotava 10.000.
Les matemàtiques i l'astronomia grega van aconseguir una fase bastant avançada durant l'hel·lenisme, representades per estudiosos com Hiparc, Apol·loni i Ptolemeu, fins al punt de construir ordinadors analògics simples com ara el Mecanisme d'Anticitera.

## Fites
La matemàtica grega constitueix un període important en la història de les matemàtiques, fonamental en el respecte de la geometria i la idea de la derivació formal. Les matemàtiques gregues també van contribuir de manera important a les idees sobre la teoria de nombres, l'anàlisi matemàtica, les matemàtiques aplicades, i, de vegades, es van focalitzar prop del càlcul integral.
Euclides, fl. 300 aC, va recollir el coneixement matemàtic de la seva època en els Elements, un cànon de la geometria i de la teoria de nombres elemental durant molts segles.
El producte més característic de les matemàtiques gregues pot ser la teoria de les seccions còniques, desenvolupada en gran manera en el període hel·lenístic. Els mètodes utilitzats no van fer ús explícit de l'àlgebra, ni de la trigonometria.
Èudox de Cnidos va desenvolupar una teoria dels nombres reals sorprenentment similar a la moderna teoria desenvolupada per Dedekind, que de fet reconegué Èudox com a inspiració.

## Transmissió i tradició manuscrita
Tot i que els primers textos de matemàtiques en grec que s'han trobat es van escriure després del període hel·lenístic, molts d'ells són considerats com a exemplars de les obres escrites durant i abans de l'època hel·lenística. Les dues fonts més importants són:
- Els còdexs romans d'Orient escrits al voltant de 500 a 1500 anys després de llurs originals
- Traduccions siríaques o àrabs d'obres gregues i traduccions llatines de les versions en àrab.

No obstant això, tot i la manca de manuscrits originals, les dates de les matemàtiques gregues són més certes que les dates de les fonts babilòniques egípcies que han arribat als nostres dies perquè existeix un gran nombre de cronologies superposades. Així i tot, moltes dates són incertes; però el dubte és una qüestió de dècades més que en segles.